# Júlia Ramalho
Júlia Ramalho es una ceramista portuguesa nacida en São Martinho de Galegos (concejo de Barcelos) el 3 de mayo de 1946. Nieta de Rosa Ramalho, de quien ha sido discípula desde muy joven, ha heredado de su abuela el gusto por la alfarería y el talento creativo. Medusas, bacos, diablos trovadores, figuras fantasiosas, el Padre Inácio y Los siete pecados mortales son algunas de las piezas más famosas de la artista.
- Datos: Q5666723